# The Muffs
The Muffs foi uma banda formada em 1991 e liderada por Kim Shattuck.

## História
A líder do The Muffs é a cantora e compositora Kim Shattuck. A formação original incluía também a guitarrista Melanie Vammen e o baterista Criss Crass. 
Depois de lançar seu primeiro single de forma independente, o The Muffs lançou seu álbum de estréia em 1993. 
Crass foi substituído por Jim Laspesa após sua turnê em 1993, e mais tarde por Roy McDonald, em 1994. Desde 1995, a banda tem a seguinte formação:  Kim Shattuck, Ronnie Barnett e Roy McDonald. 
O segundo álbum   Blonder and Blonder, foi lançado pela Reprise Records em 1995. 
Sua versão de  "Kids in America", originalmente por Kim Wilde, foi usada na trilha sonora do filme As Patricinhas de Beverly Hills. Mais tarde foi relançada em 2000 no álbum  Hamburger. 

## Discografia
Álbuns de estúdio
- The Muffs (1993)
- Blonder and Blonder (1995)
- Happy Birthday to Me (1997)
- Alert Today, Alive Tomorrow (1999)
- Really Really Happy (2004)
- Whoop Dee Doo (2014)[1]
- No Holiday (2019)